# Кисломолочный сыр
Кисломолочный сыр, натуральный сыр — сыр, изготавливаемый из молока с использованием молочнокислой закваски. В отличие от сычужных сыров при производстве кисломолочного сыра не используется сычужный фермент.
Для заквашивания молока, предназначенного для производства сыра, используют штаммы бактерий рода Lactobacillus: Lactococcus lactis, Lc. cremoris, Lc. diasetilactis, Lactobacillus acidophilus, Lactobacillus delbrueckii, обладающие высокой способностью к кислотообразованию. В зависимости от применяемых культур и температуры различают холодное и тёплое сквашивание. Мезофильные бактерии применяют при температуре 21-27 °C, процесс сквашивания длится 15-18 часов часов. Тёплое заквашивание осуществляется при температуре 40-42 °C при участии термофильных бактерий в течение 1,5-2,5 часов.
В молоке, сквашенном молочно-кислой закваской, образуется значительное количество молочной кислоты. Под её действием при нагревании происходит кислотное свёртывание молока: белок молока коагулирует, образуя сгусток или творог. Кисломолочный творог имеет высокую кислотность, в процессе созревания сыра также участвует главным образом молочная кислота. Примером свежего кисломолочного сыра является сыр домашний.
При выработке кисломолочных сыров можно использовать высокую температуру пастеризации и таким образом улучшить консистенцию и увеличить выход сыра. Метод коагуляции заквашенного молочной кислотой белка в условиях высокой температуры называют термокислотным свёртыванием. Способом термокислотной коагуляции производят адыгейский сыр, из обезжиренного молока изготавливают зелёный сыр шабцигер.
При производстве некоторых сортов сыра в молоко помимо молочнокислой закваски добавляют и сычужный фермент. В этом случае сырная масса образуется в процессе кислотно-сычужного свёртывания молочного белка, такие сыры иногда называют комбинированными. К этой группе кисломолочных сыров относятся сыры сливочный, гарцский, майнцский сыр, литовский.
В основном производят свежие кисломолочные сыры, имеющие мягкую творожную текстуру, высокую кислотность и влажность. Вкус и запах мягких кисломолочных сыров почти не отличается от мягких сычужных сыров, в то время как созревшие сычужные и кисломолочные сыры различаются значительно. Примером зрелого кисломолочного сыра является экзотический мильбенкезе. Натуральный творог и кисломолочные сыры используются для приготовления плавленых сыров.
- Адыгейский сыр
- Кисломолочный сыр домашнего приготовления
- Olomoucké tvarůžky
- Handkäse
- Milbenkäse